# FW G 3/3
| FW G 3/3                   | FW G 3/3            | FW G 3/3            | FW G 3/3 |
| -------------------------- | ------------------- | ------------------- | -------- |
| Nummerierung:              | 1–4                 | 5                   |          |
| Anzahl                     | 4                   | 1                   |          |
| Hersteller:                | SLM                 | SLM                 |          |
| Baujahre:                  | 1887, 1890          | 1890                |          |
| Ausmusterung:              | 1921                | 1917                |          |
| Achsformel:                | C                   | C                   |          |
| Spurweite:                 | 1000 mm (Meterspur) | 1000 mm (Meterspur) |          |
| Länge über Puffer:         | 5450 mm             | 5690 mm             |          |
| Fester Radstand:           | 1800 mm             | 1800 mm             |          |
| Gesamtradstand:            | 1800 mm             | 1800 mm             |          |
| Leermasse:                 | 12,2 t              | 13,4 t              |          |
| Dienst- und Reibungsmasse: | 15,7 t              | 16,2 t              |          |
| Höchstgeschwindigkeit:     | 25 km/h             | 25 km/h             |          |
| Triebraddurchmesser:       | 750 mm              | 750 mm              |          |
| Zylinderanzahl:            | 2                   | 2                   |          |
| Zylinderdurchmesser:       | 240 mm              | 250 mm              |          |
| Kolbenhub:                 | 350 mm              | 350 mm              |          |
| Kesselüberdruck:           | 14 atü              | 14 atü              |          |
| Anzahl Heizrohre:          | 77                  | 125                 |          |
| Heizrohrlänge:             | 2200 mm             | 1630 mm             |          |
| Rostfläche:                | 0,5 m²              | 0,4 m²              |          |
| Verdampfungsheizfläche:    | 26,4 m²             | 27,5 m²             |          |
| Wasser:                    | 2,0 m³              | 1,6 m³              |          |
| Brennstoff:                | 0,5 t (Kohle)       | 0,4 t (Kohle)       |          |

Die G 3/3 waren meterspurige Nassdampf-Tenderlokomotiven mit der Achsfolge C, die bei der Frauenfeld-Wil-Bahn FW im Einsatz standen.
Die G 3/3 1–3 wurden von der FW im Jahr 1887 anlässlich ihrer Eröffnung als G3 1–3 in Betrieb genommen. 1890 wurde die Serie mit einer weiteren baugleichen Maschine G 3/3 4 ergänzt.
Die bei der FW als G 3/3 5 bezeichnete Tramwaylokomotive „Landskron“ wurde 1907 von der Birsigtalbahn übernommen.

## Konstruktion

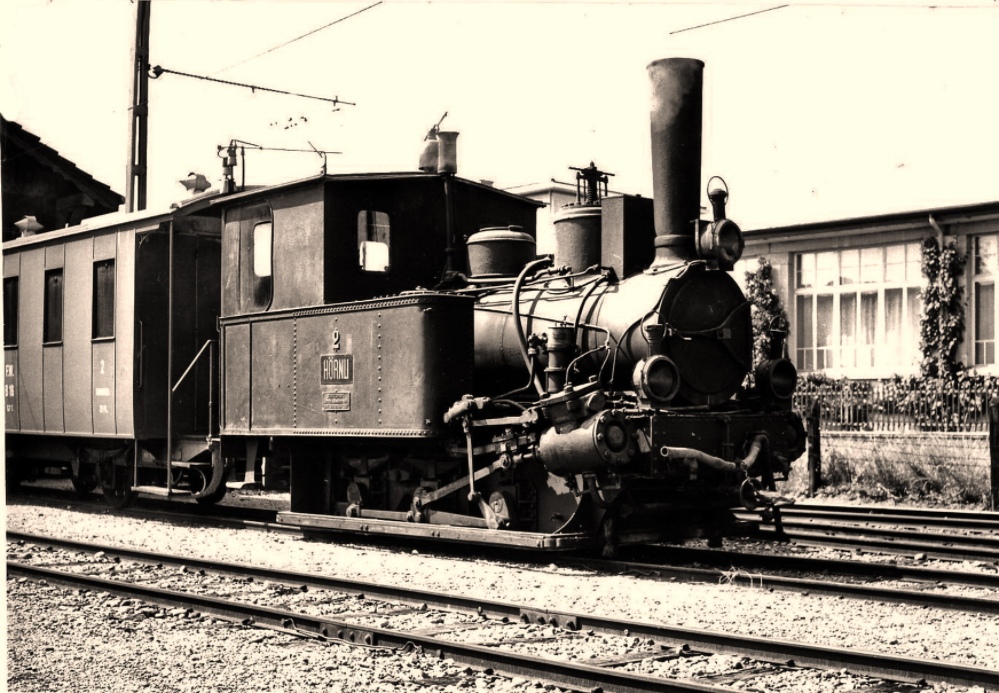
G 3/3 2 im Jahr 1964 vor der Remise Wil. Das Namensschild „Hörnli“ stammt von der Lokomotive Nr. 4.

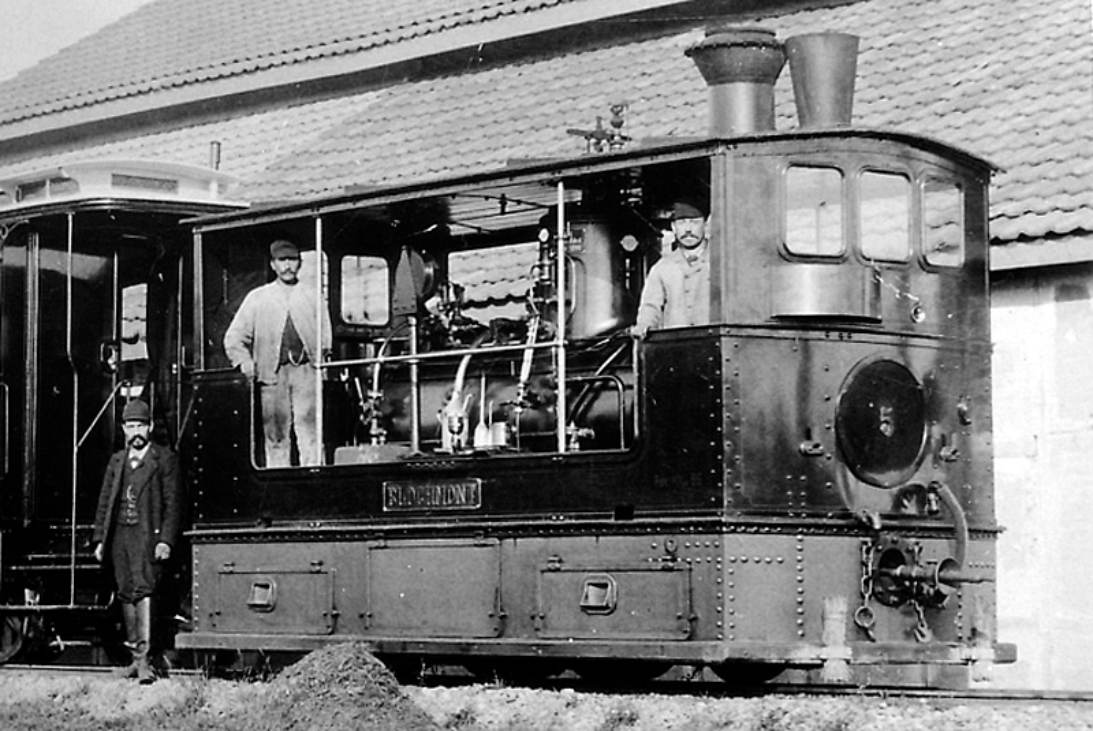
G 3/3 5 der Birsigtalbahn, baugleich mit der Nr. 4 „Landskron“, die 1907 von der Frauenfeld-Wil-Bahn übernommen wurde und die Nummer 5 erhielt.

Die von der Schweizerischen Lokomotiv- und Maschinenfabrik (SLM) erbaute G 3/3 1–4 ist eine leichte Tenderlokomotive mit nur 15,7 Tonnen Dienstgewicht, 1800 mm Achsstand und überhängender Bauart. Um für die Stadtstrecke in Frauenfeld genug Zugkraft zu haben, wurden die Maschinen dreiachsig ausgeführt. Ihr kleiner Kessel hat 26,4 m² Heizfläche. Die Lokomotiven verfügen über Drehventilregulator und äussere Einströmrohre. Die schräg angeordneten Zylinder arbeiteten zu Vermeidung von zu grosser Seitenausladung direkt auf die dafür besonders ausgebildete Kuppelstange, was für die kleine Maschine eine Vereinfachung darstellt. Das Aussentriebwerk treibt die mittlere der drei Achsen an. Die Brown-Steuerung wirkt direkt auf die oberen Schieber. Auf dem Kessel befinden sich zwei Sandkästen und eine Latowski-Dampfsignalglocke. Auf Drängen des Eisenbahndepartements wurden die Lokomotiven mit Geschwindigkeitsmessern versehen.
Ab 1890 waren alle vier Maschinen für die Dampfheizung eingerichtet. Um etwa 1890 wurden die Lokomotiven mit der nichtautomatischen Vakuumbremse ausgestattet.
Die 1907 von der Birsigtalbahn übernommene G 3/3 4 „Landskron“ erhielt bei der Frauenfeld-Wil-Bahn die Betriebsnummer 5. Sie hatte ähnliche Hauptabmessung wie die G 3/3 1–4 und wie diese ein Brown'sches Triebwerk. Die Tramwaylokomotive war mit einem wagenartigen Umbau und das Triebwerk als Schutz gegen Staub mit einer Verkleidung versehen. Das Triebwerk wurde über Klappen zugänglich gemacht. Das Fahrzeug hatte auf jeder Seite einen Führerstand, das Dach erstreckte sich über die ganze Länge.

## Betrieb

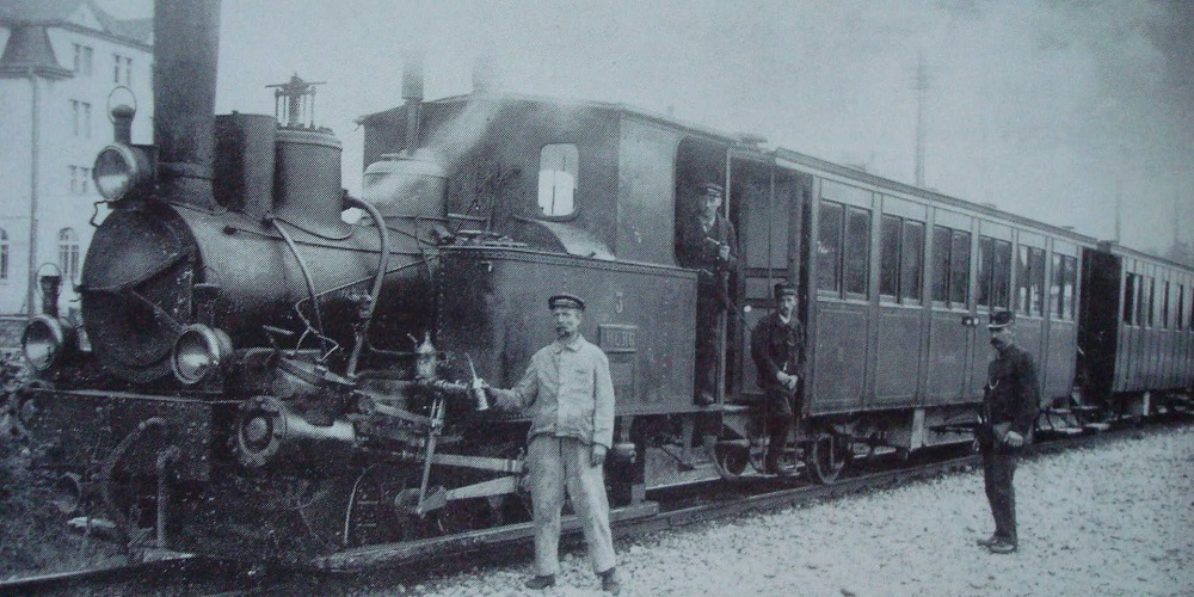
Lokomotive „Murg“ im Einsatz vor einem Zug um etwa 1900

In den ersten Betriebsjahren wurden Nummern 2 und 3 überwiegend für Fahrplanzüge verwendet, Nummer 1 diente als Reserve, Vorspannlokomotive und für die Traktion von Dienstzügen. Dabei musste man feststellen, dass trotz der kurzen Streckenlänge drei Lokomotiven für den Betrieb nicht ausreichten. 1890 lieferte die SLM die Lokomotive Nr. 4 „Hörnli“.
Als ab 1907 reine Güterzüge geführt wurden, war eine zusätzliche Lokomotive notwendig. Sie konnte von der Birsigtalbahn erworben werden, bei der sie wegen der Umstellung auf elektrischen Betrieb entbehrlich wurde. Die Tramwaylokomotive erhielt bei der Frauenfeld-Wil-Bahn die Bezeichnung G 3/3 5.
Der starke Verkehr während des Ersten Weltkriegs bekam den Lokomotiven nicht gut. Die Nummer 5 wurde bereits 1917 ausrangiert, die anderen Maschinen wurden anlässlich der Elektrifizierung im Jahre 1921 remisiert.

## Verbleib

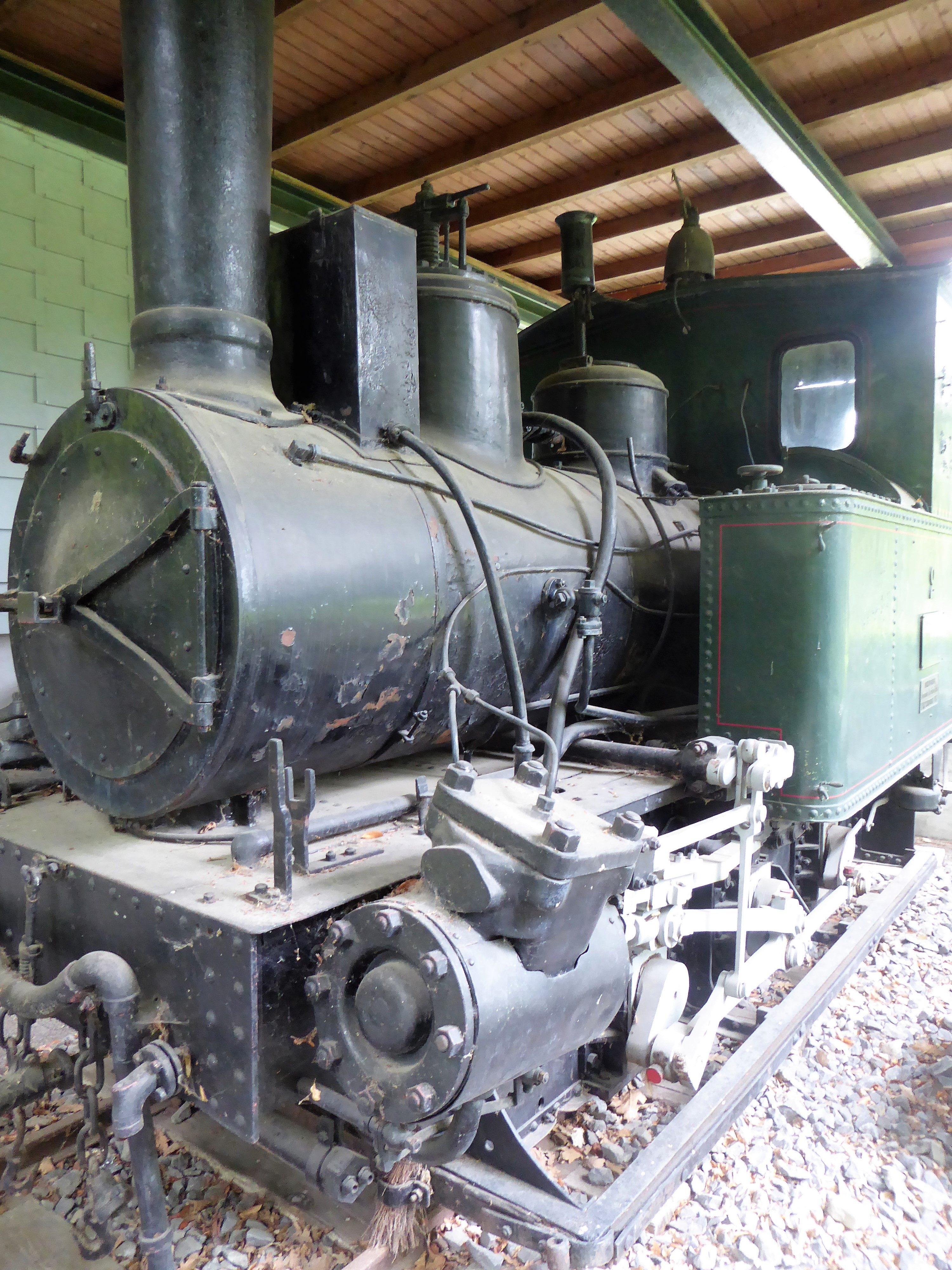
Die G 3/3 „WYL“ ist seit 1965 im Besitz des Modelleisenbahnklubs Wil.

Die G 3/3 2 ist erhalten geblieben. Sie wurde 1965 von einer Privatperson gekauft und dem Modelleisenbahnklub Wil geschenkt. Seit 1972 steht sie vor dem Klublokal der Wiler Modelleisenbahner.

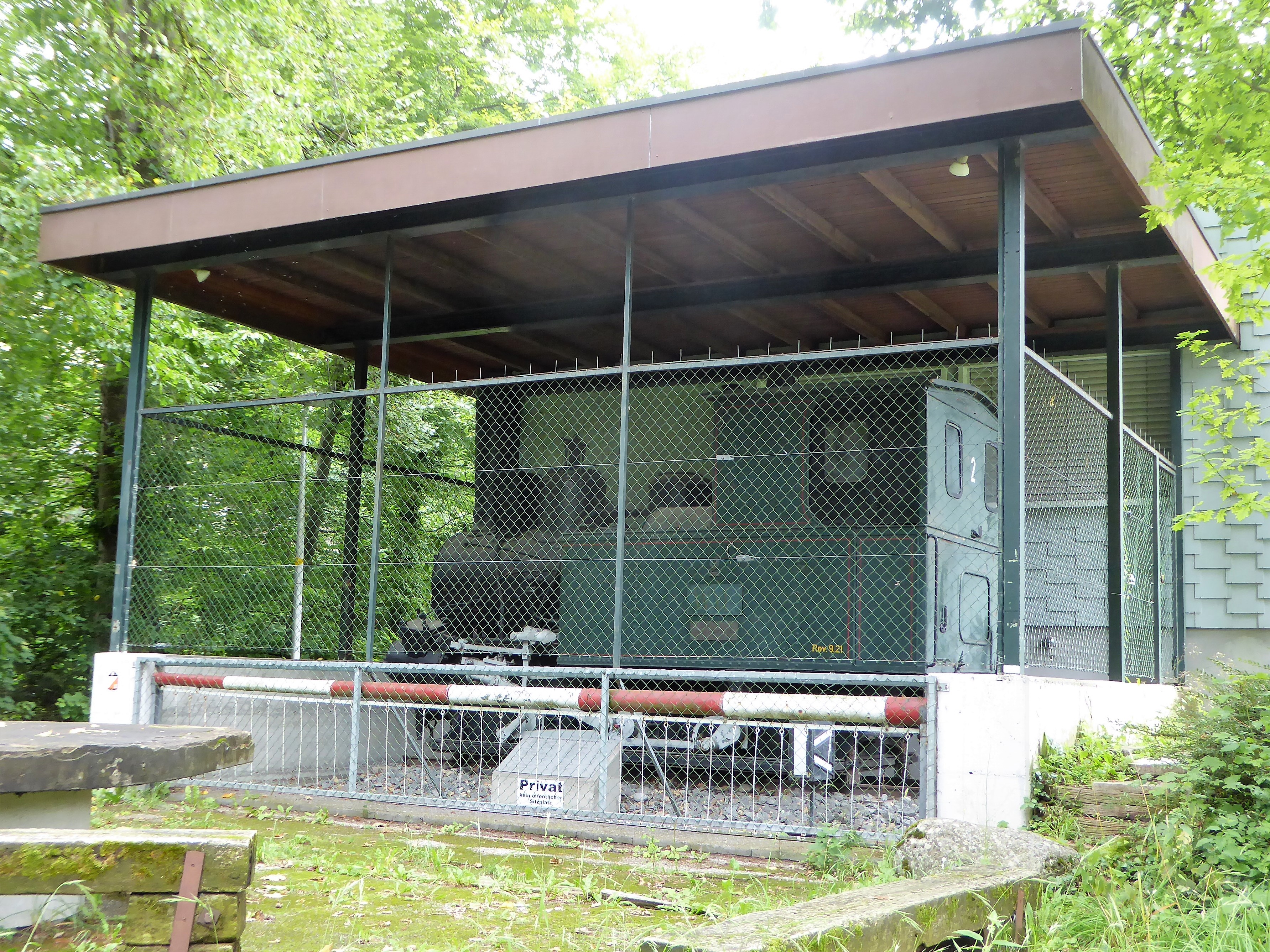
G 3/3 „WYL“ als Denkmal vor dem Klublokal. Sie ist mit Maschendrahtzaun vor Vandalismus geschützt.
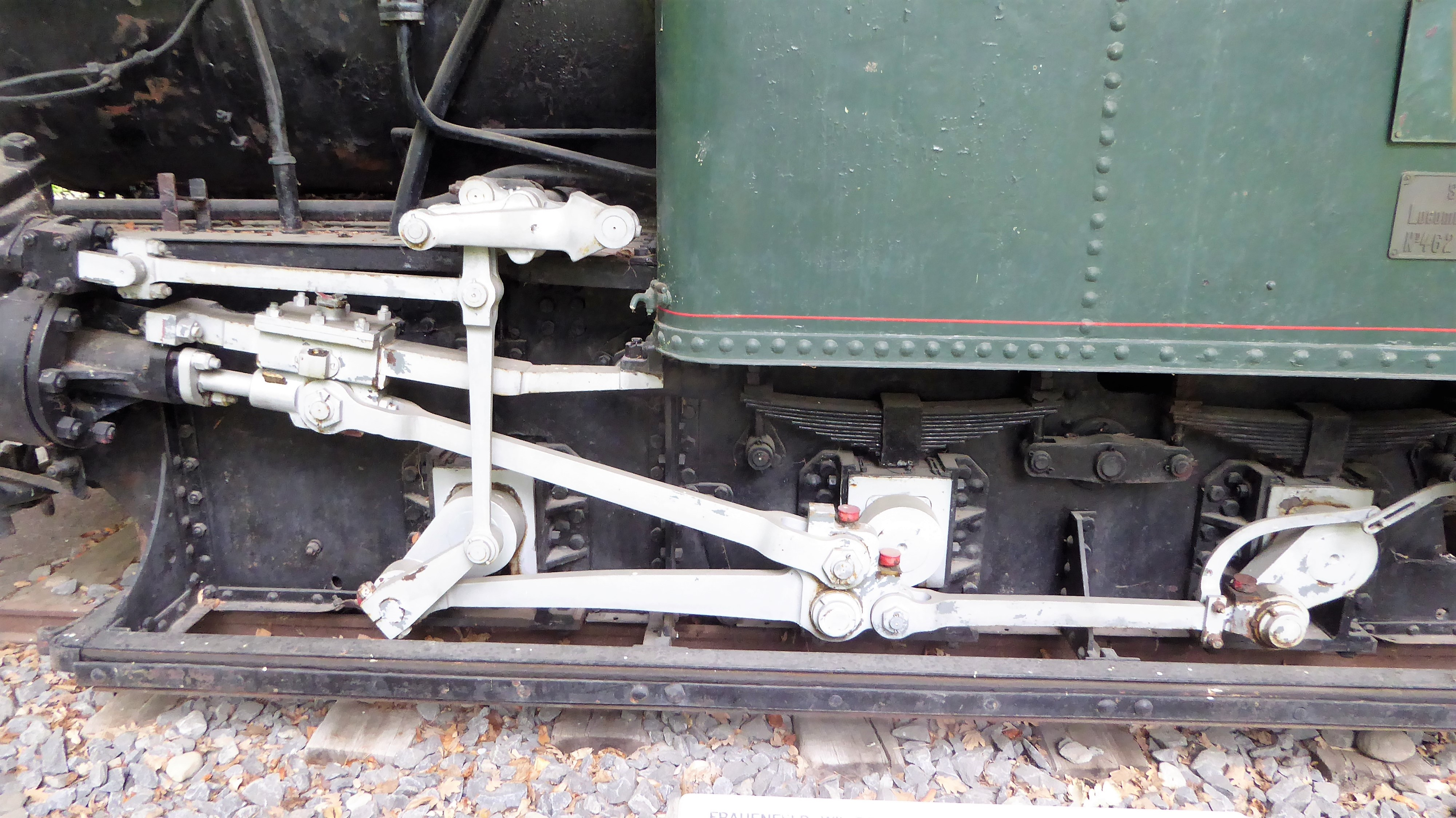
Triebstange, Kuppelstange und Brown-Steuerung, die auf den oberen Schieber wirkt.
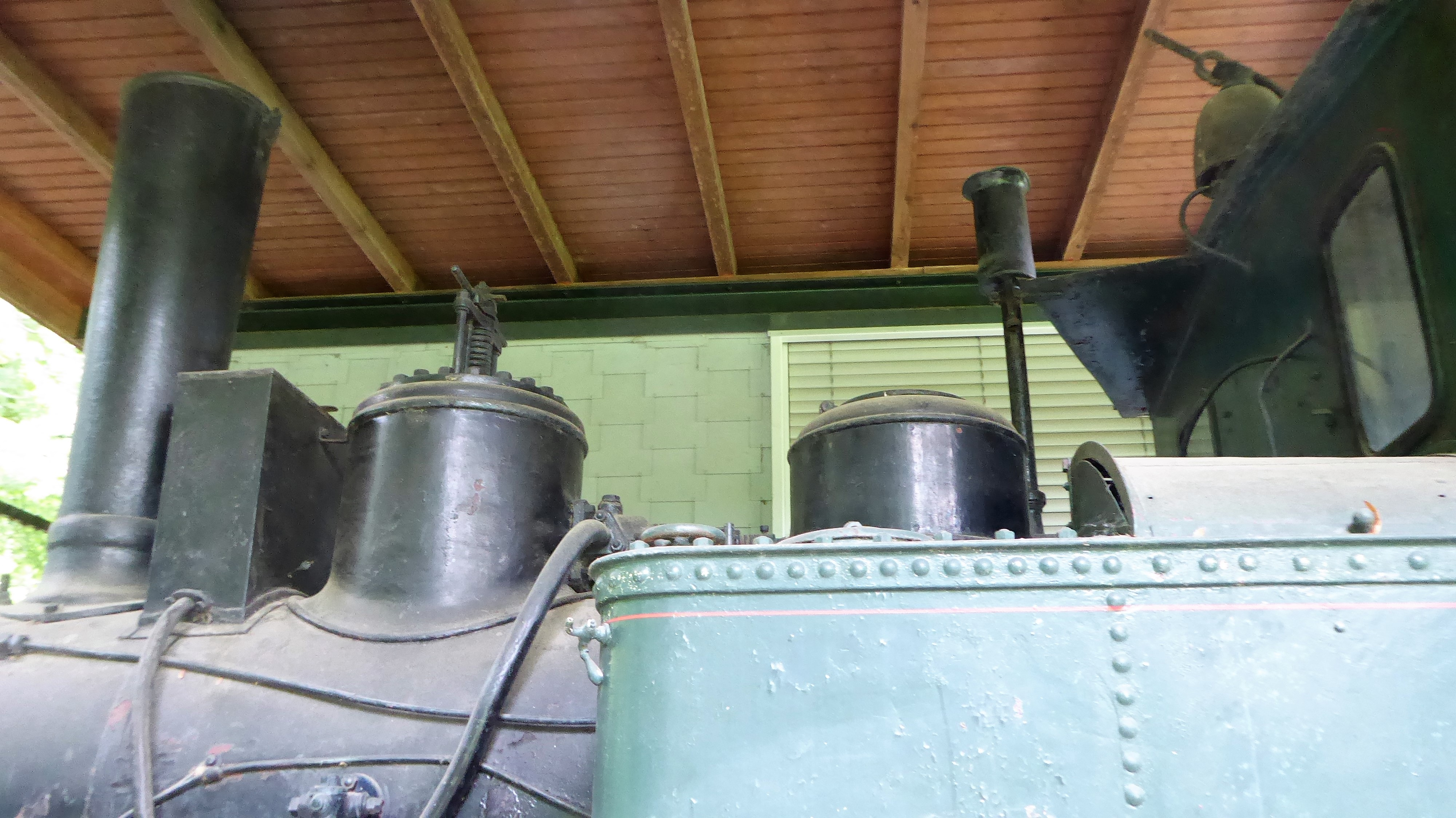
Schornstein, Sandkasten, zwei Dampfdome, Ejektor der Vakuumbremse und Latowski-Dampfläutewerk auf dem Führerhaus

Das Namensschild der G 3/3 Nr. 4 „Hörnli“ wurde von der Frauenfeld-Wil-Bahn aufbewahrt.

## Liste der G 3/3 der Frauenfeld-Wil-Bahn
| Betriebs- Nummer | Name       | Fabrik- Nummer | Baujahr     | remisiert | Verbleib                |
| ---------------- | ---------- | -------------- | ----------- | --------- | ----------------------- |
| 1                | Frauenfeld | 461            | 1887        | 1921      |                         |
| 2                | Wyl        | 462            | 1887        | 1921      | Modelleisenbahnklub Wil |
| 3                | Murg       | 463            | 1887        | 1921      |                         |
| 4                | Hörnli     | 617            | 1890        | 1921      |                         |
| 5                | Landskron  | 635            | 1890 (1907) | 1917      |                         |